# 칭다오 맥주

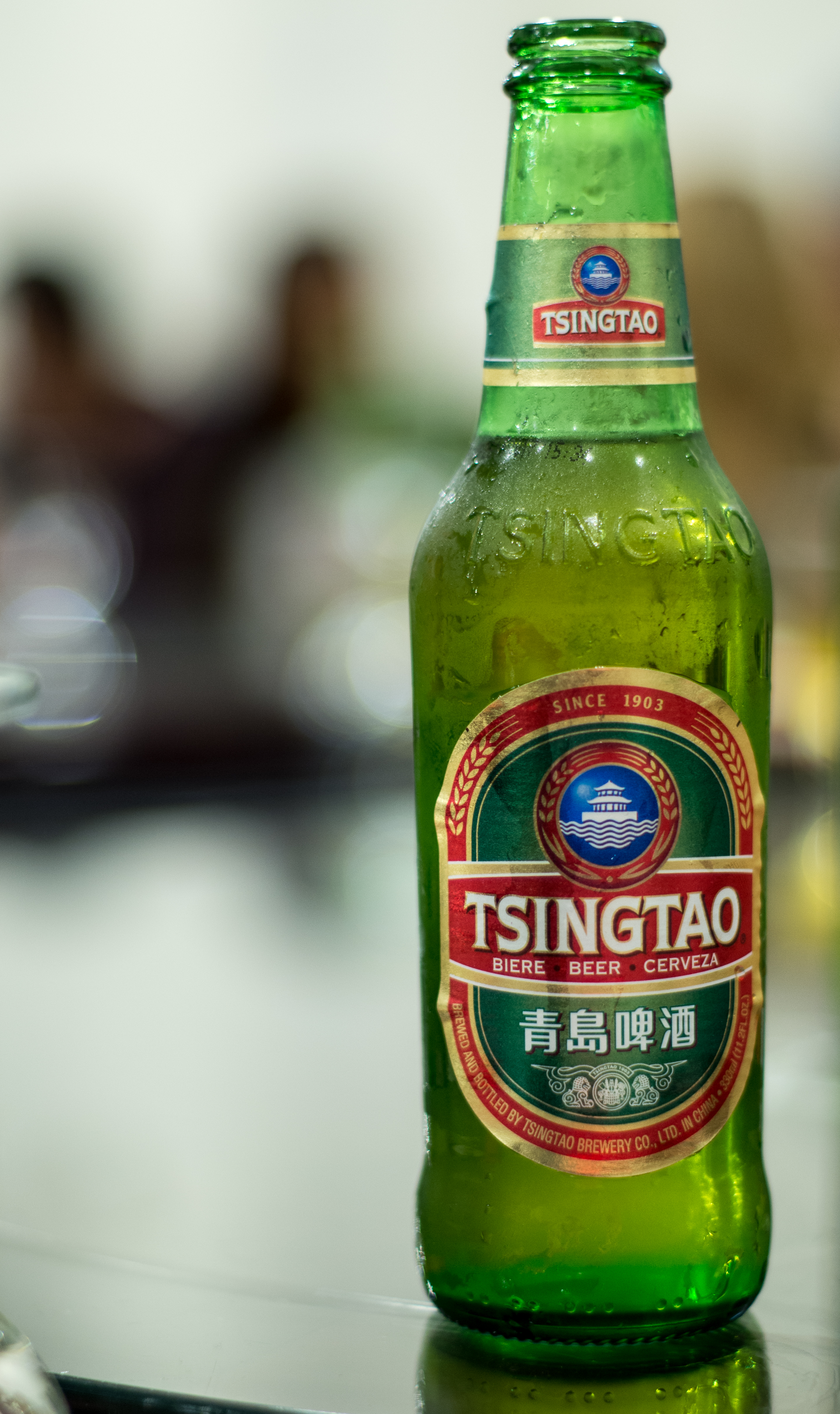

칭다오 맥주(중국어: 青岛啤酒股份有限公司, 영어: Tsingtao Brewery Co., Ltd.)은 중화인민공화국의 맥주 제조 및 판매 회사이다. 19세기 말 독일이 산둥반도를 조차한 이후 1903년 독일인과 영국인에 의해 설립된 합자회사가 기원으로, 중국에서 가장 오래된 맥주 중 하나이다.

## 대한민국의 칭다오 맥주
2000년에 칭다오맥주 수입판매원 ㈜비어케이(옛,Birra)를 담당을 맡게되었고, 2019년에 상호협력과 MOU 체결하게 되었다.